# Моя пані (фільм, 1964)
«Моя пані» (італ. La mia signora) — італійська чорно-біла кінокомедія 1964 року трьох режисерів Тінто Браса, Мауро Болоньїні та Луїджі Коменчіні. Фільм складається з п'яти епізодів: «Маленька пташка»; «Еритрея»; «Мої близькі»; «Лучана»; «Автомобіль». У всіх епізодах головні ролі грають Альберто Сорді та Сільвана Мангано.

## Сюжет
1. «Маленька пташка» Дружина інженера будівельника дуже любить маленьку канарку і навіть своєю метушнею подібна до неї. Це дуже дратує інженера і він за допомогою «ідеального злочину» вбиває пташку. Але дружина купує нову канарку …
2. «Еритрея» Будівельник Сартолетті, якому дуже потрібний підпис впливового чиновника, випадково підвозить повію Еритрею, яку цей чиновник сприймає за дружину інженера. Побачивши, що «дружина» сподобалася чиновникові, бізнесмен вирішує використати повію в своїх цілях.
3. «Мої близькі» Перебування в лікарні для молодого, ще недавно здорового і повного енергії чоловіка, завжди є стресовою ситуацією, яку можуть дещо полегшити своєю підтримкою близькі члени його сім'ї. Як віднесеться Марко до відвідин його найближчих?
4. «Лучана» У ресторані римського аеропорту Джованні Фереро чекає на дружину, яка повинна летіти до Америки. За сусіднім столиком нудьгує симпатична Лучана — дружина багатого бізнесмена, який повинен також летіти тим самим рейсом. Що ж відбудеться коли відлетить літак?
5. «Автомобіль» Пан Б'янкі та його дружина Джермана прийшли до комісаріату поліції щоб подати заяву про викрадення автомобіля. Дорогий «Ягуар» пропав, коли Джермана поїхала відвідати свою товаришку. Та в процесі розмови з комісаром розкриваються цікаві деталі викрадення.

## Ролі виконують
- Альберто Сорді — її чоловік; інженер Сартолетті; Марко; Джованні Фереро; пан Б'янкі
- Сільвана Мангано — його дружина; Еритрея; Клара; Лучана Пагльяро; Джермана

## Навколо фільму
- У епізоді «Еритрея», режисера Луїджі Коменчіні, Альберто Сорді та Сільвана Мангано грають в карти у гру скопоне[it]. Через 8 років вони стали головними героями фільму «Скопоне, наукова картярська гра», в якому режисером також був Коменчіні.